# Akitakata

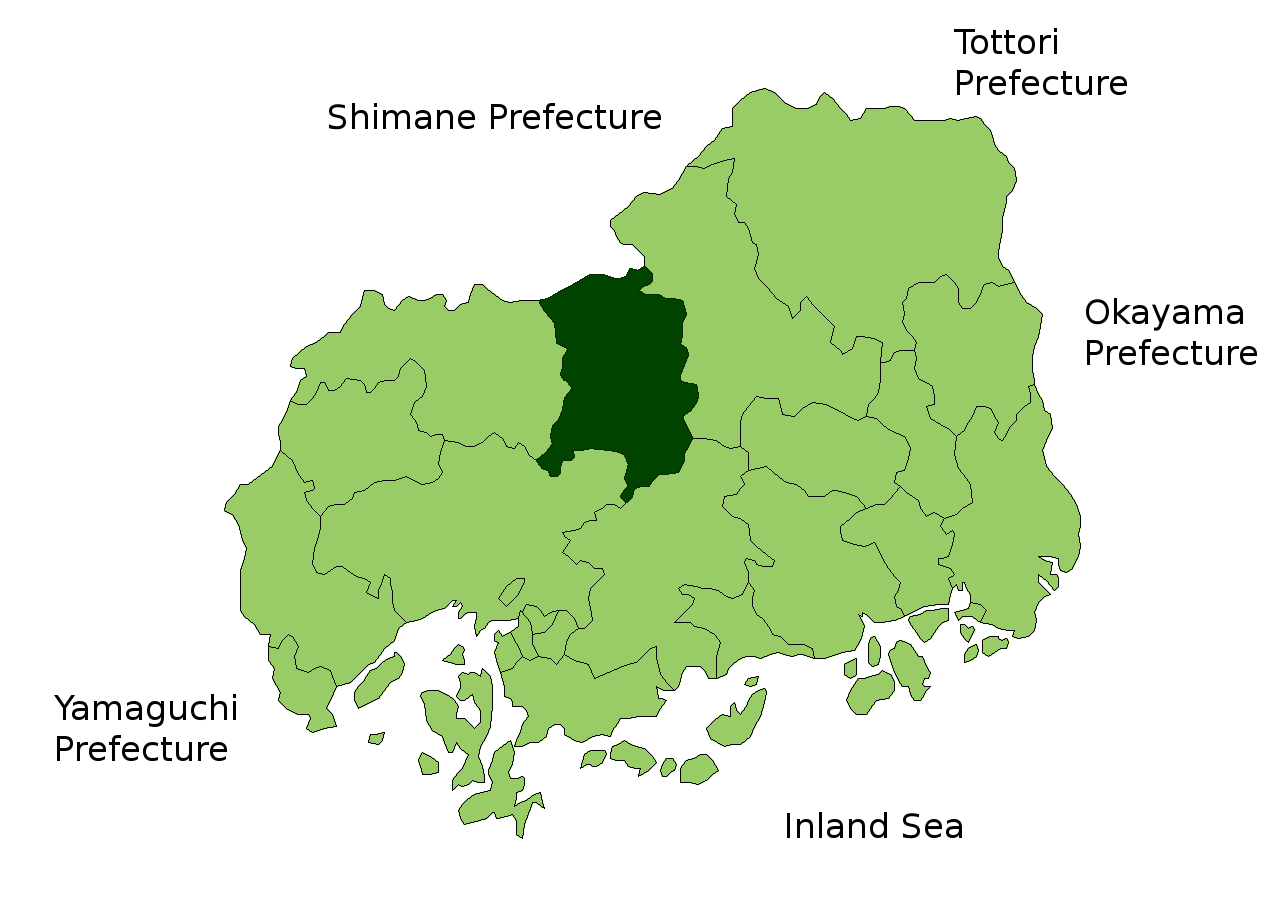

Akitakata (安芸高田市 Akitakata-shi?) este un municipiu din Japonia, prefectura Hiroshima.